# Nationaal Stadion (Lagos)
Het Nationaal Stadion van Lagos was een multifunctioneel stadion in Lagos, de hoofdstad van Nigeria. Het stadion werd gebruikt voor basketbal, volleybal, boksen, tafeltennis, worstelen en tot 2001 vooral voor voetbalwedstrijden. Er werden in dit stadion regelmatig grote sporttoernooien georganiseerd, zoals het Afrikaans kampioenschap voetbal in 1980 en de Afrikaanse Spelen van 1973. Het stadion werd in 2004 gesloten. In 2004 werd hier nog wel het LG Cup Four Nations Tournament gespeeld.
Toen het stadion werd gerenoveerd in 1972 konden er in dit stadion 55.000 toeschouwers. In 1999 konden er nog 45.000 toeschouwers in. Tijden de Afrika Cup waren er 80.000 toeschouwers in het stadion, dat is het recordaantal. Dit was bijvoorbeeld tijdens de wedstrijd in 1980 tussen Nigeria en Algerije. 

## Afrikaans kampioenschap voetbal
In 1980 werden in dit stadion voetbalwedstrijden voor de Afrika Cup van dat jaar gespeeld. In dit stadion werden 6 groepswedstrijden en 3 wedstrijden in de knock-outfase gespeeld, waaronder de finale. Ook in 2000 werd in dit stadion de finale gespeeld. Ook dit jaar werd dit stadion gebruikt voor de Afrika Cup.
| 1  | 8 maart 1980     | Nigeria – Tanzania          | 3 – 1 | Groepsfase   | 80.000 |  |  |
| 2  | 8 maart 1980     | Egypte – Ivoorkust          | 2 – 1 | Groepsfase   | 80.000 |  |  |
| 3  | 12 maart 1980    | Egypte – Tanzania           | 2 – 1 | Groepsfase   | 55.000 |  |  |
| 4  | 12 maart 1980    | Nigeria – Ivoorkust         | 0 – 0 | Groepsfase   | 80.000 |  |  |
| 5  | 15 maart 1980    | Ivoorkust – Tanzania        | 1 – 1 | Groepsfase   | 70.000 |  |  |
| 6  | 15 maart 1980    | Nigeria – Egypte            | 1 – 0 | Groepsfase   | 70.000 |  |  |
| 7  | 19 maart 1980    | Nigeria – Marokko           | 1 – 0 | Halve finale | 70.000 |  |  |
| 8  | 21 maart 1980    | Marokko – Egypte            | 2 – 0 | Troostfinale | 3.000  |  |  |
| 9  | 22 maart 1980    | Nigeria – Algerije          | 3 – 0 | Finale       | 80.000 |  |  |
|    |                  |                             |       |              |        |  |  |
| 10 | 23 januari 2000  | Nigeria – Tunesië           | 4 – 2 | Groepsfase   | 80.000 |  |  |
| 11 | 25 januari 2000  | Marokko – Congo-Brazzaville | 1 – 0 | Groepsfase   | 8.000  |  |  |
| 12 | 28 januari 2000  | Nigeria – Congo-Brazzaville | 0 – 0 | Groepsfase   | 60.000 |  |  |
| 13 | 28 januari 2000  | Tunesië – Marokko           | 0 – 0 | Groepsfase   | 5.000  |  |  |
| 14 | 2 februari 2000  | Zambia – Senegal            | 2 – 2 | Groepsfase   | 2.000  |  |  |
| 15 | 3 februari 2000  | Nigeria – Marokko           | 2 – 0 | Groepsfase   | 60.000 |  |  |
| 16 | 7 februari 2000  | Nigeria – Senegal           | 2 – 1 | Kwartfinale  | 60.000 |  |  |
| 17 | 10 februari 2000 | Nigeria – Zuid-Afrika       | 2 – 0 | Halve finale | 60.000 |  |  |
| 18 | 13 februari 2000 | Nigeria – Kameroen          | 2 – 2 | Finale       | 60.000 |  |  |